# Kieron Gillen
Pour les articles homonymes, voir Gillen.
Kieron Gillen (né en 1975) est un scénariste de comics et journaliste de jeu vidéo britannique. Il est le créateur des comics Phonogram et The Wicked + The Divine. Il a également cofondé le site web vidéoludique Rock, Paper, Shotgun. En 2000, il devient le premier journaliste de jeu vidéo à recevoir un prix Periodical Publishers Association, celui du Meilleur nouveau journaliste spécialisé de consommation.